# Teonije Aleksandrijski
Teonije od Aleksandrije, postaje 282. AD 16. papa Aleksandrije i patrijarh svetog Trona sv. Marka.

## Pregled
Odlaskom pape Maksima koji je umro 22. travanja 282. godine (14. dana mjeseca Baramouda prema koptskom kalendaru), nakon izvjesnog vremena, biskupi i vjernici Aleksandrije su se okupili i izabrali Teonija za 16. papu Aleksandrije. Njegovo papinstvo je počelo u vrijeme rimskog cara Marka Aurelija Proba; lat. Marcus Aurelius Probus [ma:'rkus aure:'li∙us pro'bus](* 19. kolovoza 232. u Sirmiumu, danas Srijemska Mitrovica, Srbija - rujan ili listopad 282. u Sirmiumu) kojega su u rujnu 282. AD ubili njegovi vojnici, pa ga nasljeđuje rimski car Kara (lat: Marcus Aurelius Carus Augustus; c. 222. – srpanj ili kolovoz 283.), za čije su vladavine, kao i za vladavine njegovih prethodnika, kršćani bili proganjani.

## Služba patrijarha iz Aleksandrije
U vrmenu koje mu je prethodilo, vjernici su se molili i obavljali svoje mise u domovima i spiljama zbog straha od heretika. Papa Teonije je radio mudro i s lakoćom, ophodio se s ljudima na lijep i primamljiv način kako bi stvorio pretpostavke da postigne ono što je želio učiniti. Širio je evanđelje i mnoge je pridobio da vjeruju u Gospodina Krista, slijedom čega ih je preobratio u kršćanstvo koje je bilo popraćeno krštenjem i slavljem.
Sveti Teonije je bio učenjak koji je sagradio crkvu u Aleksandriji, Egipat posvećene imenu Blažene Djevice Marije, (Theotokos; [grčki: Θεοτόκος]).
U prvoj godini svojeg papinstva krstio je Petra, koji će ga, nakon njegove smrti naslijediti na apostolskom prijestolju sv. Marka i tako postati 17. papa koji će nakon svoje mučenike smrti biti proglašen svetim.
 Također, prema tradiciji se vjeruje da je zaredio toga Petra, koji će kasnije biti nosilac"Pečata mučenika", kao čitatelja u njegovoj petoj godini života, a potom ga je promaknuo na položaj đakona u dobi od dvanaest godina, a zatim u svećenika u šesnaestoj godini.
U vrijeme sv. Teonija pojavio se čovjek po imenu Sabelije u Aleksandriji koji je podučavao da su Otac, Sin i Duh Sveti jedna osoba. Sveti Teonije ga je ekskomunicirao i poništio njegovu herezu uvjerljivim dokazom.

## Odlazak
Za vrijeme vladavine rimskog cara Dioklecijana ((lat. Gaius Aurelius Valerius Diocletianus; Gaj Aurelije Valerije Dioklecijan; Salona, 22. prosinca 245. - palača kraj Salone, 3. prosinca 316.; rimski car od 284. – 305.) papa Teonije završava svoje poslanje i odlazi 10. siječnja 300. (2. dana mjeseca tobe 16. A.M. (2. dana mjeseca Tobe prema koptskom kalendaru) nakon što je punih 19 godina vršio dužnost pape od Aleksandrije na prijestolju Sv. Marka, u kojem vremenu je širio evanđelje i kod vjernika učvrščivao kršćansku vjeru.
Sahranjen je u Crkvi od Pećine u Aleksandriji i spomenut je u sinaksarionu.

## Vanjske poveznice
- Papa Teonije od Aleksandrije   Arhivirana inačica izvorne stranice od 16. ožujka 2018. (Wayback Machine)
- Poslanica Teonija, upućena Lucianu, glavnom carskom komorniku   Arhivirana inačica izvorne stranice od 16. ožujka 2018. (Wayback Machine)
- Sinaksarion koptske Crkve
- Khaled Gamelyan Coptic Encyclopedia,opensource

| Koptski pape Aleksandrije        | Koptski pape Aleksandrije           | Koptski pape Aleksandrije          |
| -------------------------------- | ----------------------------------- | ---------------------------------- |
| prethodnik Maksim Aleksandrijski | Aleksandrijski pape 282. - 300. AD. | nasljednik Petar I. Aleksandrijski |